# Rhaphuma quercus
Rhaphuma quercus är en skalbaggsart som beskrevs av Gardner 1940. Rhaphuma quercus ingår i släktet Rhaphuma och familjen långhorningar. Inga underarter finns listade i Catalogue of Life.